# Der Tod des Sokrates
Der Tod des Sokrates (französisch: La Mort de Socrate) ist ein Ölgemälde des französischen Malers Jacques-Louis David aus dem Jahr 1787.
Wie viele seiner Werke aus diesem Jahrzehnt behandelt das Gemälde ein klassisches Thema, in diesem Fall die Geschichte der Hinrichtung von Sokrates, wie sie von Platon in seinem Phaidon erzählt wird. In dieser Geschichte wurde Sokrates angeklagt, die Jugend Athens zu verderben, die griechischen Götter zu verleugnen und fremde Götter einzuführen. Deshalb wurde er dazu verurteilt, durch das Trinken von Schierlingsgift zu sterben. Sokrates nutzt seinen Tod als letzte Lektion für seine Schüler. Anstatt zu fliehen, sieht er dem Tod gelassen entgegen. Der Phaidon stellt den Tod von Sokrates dar und ist zugleich Platons vierter und letzter Dialog, in dem die letzten Tage des Philosophen beschrieben werden, wie zuvor in Euthyphron, Apologie und Kriton. Siehe dazu auch das Werk Der Tod des Sokrates, in dem Romano Guardini die einschlägigen Texte Platons zusammengetragen und analysiert hat.
Auf dem Gemälde sitzt ein alter Mann in einem weißen Gewand aufrecht auf einem Bett, eine Hand über einen Becher gestreckt, die andere in die Luft gestreckt. Er ist von anderen Männern unterschiedlichen Alters umgeben, von denen die meisten in emotionaler Bedrängnis sind, im Gegensatz zu dem alten Mann, der ruhig bleibt. Der junge Mann, der ihm den Becher reicht, schaut weg und stützt sein Gesicht in die freie Hand. Ein anderer junger Mann umklammert den Oberschenkel des alten Mannes. Am Ende des Bettes sitzt ein älterer Mann, der in sich zusammengesunken ist und in seinen Schoß schaut. Auf der linken Seite sind durch einen Bogen in der Wand im Hintergrund weitere Männer zu sehen.

## Fehler
Obwohl er den Gelehrten Pater Adry konsultierte, enthält Davids Darstellung des Todes von Sokrates viele historische Ungenauigkeiten. Er entfernte viele Figuren, die ursprünglich in den Dialogen von Platon beschrieben wurden. Apollodor, der Mann, der im Bogen an der Wand lehnt, wurde jedoch in die Darstellung aufgenommen, obwohl er von Sokrates aufgrund seines Kummers weggeschickt worden sein soll. David stellte auch das Alter vieler Schüler des Sokrates, darunter auch Platon, historisch falsch dar. Platon wäre zum Zeitpunkt des Todes von Sokrates ein junger Mann gewesen, auf dem Gemälde ist er aber der alte Mann, der am Fußende des Bettes sitzt. Sogar das Gesicht von Sokrates ist stärker idealisiert als die klassische Büste, die normalerweise als Referenzporträt von Sokrates verwendet wird. Dies unterstreicht, dass das Leben des Sokrates aus Platons Geist heraus projiziert wird, während der alte Platon Sokrates idealisiert. Somit kann das Gemälde eher als eine Analyse denn als eine misslungene historische Darstellung betrachtet werden.

## Beschreibung und Analyse
David verwendet Farben, um die Emotionen im Gemälde hervorzuheben. Die Rottöne sind an den Rändern des Gemäldes gedämpfter und werden in der Bildmitte kräftiger, was in dem dunkelroten Gewand des Mannes mit dem Giftbecher gipfelt, der im Allgemeinen so verstanden wird, dass er Sokrates den Becher anbietet, anstatt ihn zu empfangen, nachdem Sokrates seinen Inhalt getrunken hat. Die beiden einzigen heiteren Männer, Sokrates und Platon, sind in ein kontrastierendes Blau-Weiß gekleidet. Die eher gedämpfte Farbgebung dieses Gemäldes könnte eine Reaktion auf die Kritiker von Davids Der Schwur der Horatier sein, die seine Farben als „zu grell“ bezeichneten.
David signierte das Gemälde an zwei Stellen: Seine vollständige Signatur setzte er unter Krito, den jungen Mann, der sich an Sokrates’ Oberschenkel klammert, und seine Initialen unter Platon. Davids Unterschriften hatten oft eine symbolische Bedeutung – so signierte er beispielsweise auf dem Gemälde von Stanisław Kostka Potocki im Halsband des Drachens, der den Dargestellten anbellte. Auch in Tod des Sokrates haben seine Unterschriften eine Bedeutung. Seine Initialen unter Platon sind ein Hinweis darauf, dass die Geschichte von Platon stammt, eine Art Dank für die Inspiration. Seine vollere Unterschrift unter Krito bedeutet, dass dies die Figur ist, mit der sich der Künstler am meisten identifiziert. Dies könnte ein Hinweis auf die Position von Krito in der Komposition sein – er umklammert den Oberschenkel von Sokrates. Auf diese Weise würde David als ein Mann gesehen werden, der sich ebenfalls an die Moral und die Werte klammert, die Sokrates vertritt.
Der Ursprung des Gemäldes ist umstritten. Vidal behauptet, dass „der jüngere der beiden Söhne von Trudaine de Montigny 1786 Davids Tod des Sokrates in Auftrag gab“, aber Bordes widerspricht und meint, dass „die Zeichnung für Sokrates... das unerwartete Datum 1782 trägt“. Es ist jedoch möglich, dass es sich bei dem Auftrag von 1786 um ein Gemälde handelte, das David bereits 1782 konzipiert hatte, und das Datum ein Zusatz auf der Zeichnung ist. Unabhängig davon, wann es ursprünglich konzipiert wurde, wurde das Gemälde 1787 in Paris fertiggestellt.
Während seiner ersten Reise nach Rom begann David, die Darstellung von Begräbnisszenen zu studieren und zahlreiche Beispiele zu zeichnen. Viele von Davids Hauptwerken gehen auf diese Grabmalzeichnungen zurück. In diesem Gemälde untersucht David den Umgang eines Philosophen mit dem Tod. Sokrates ist stoisch und ruhig, denn er sieht den Tod als ein separates, tatsächliches Reich, einen anderen „Seinszustand“ als das Leben, aber nicht als ein Ende des Seins. In der Tat scheint Sokrates im Phaidon mehr darüber besorgt zu sein, wie Krito mit seinem Tod umgehen wird, als über sein eigenes Wohlergehen. Auf dem Gemälde zeigt die Geste des Sokrates, dass er noch immer lehrt, selbst im Augenblick vor seinem Tod. Es heißt, dass diese Geste von dem Dichter André Chénier inspiriert wurde.

## Andere Versionen
Ein weiteres Gemälde, das das Ereignis darstellt, stammt von dem italienischen Künstler Gianbettino Cignaroli. Das Werk von Cignaroli zeigt Sokrates bereits tot, umgeben von seinen verzweifelten Anhängern.
Eine weitere Darstellung des Todes von Sokrates stammt von dem französischen Künstler Jacques-Philippe-Joseph de Saint-Quentin. Das Werk, das sich derzeit in der École nationale supérieure des beaux-arts in Paris, Frankreich, befindet, stammt aus der Zeit um 1738.

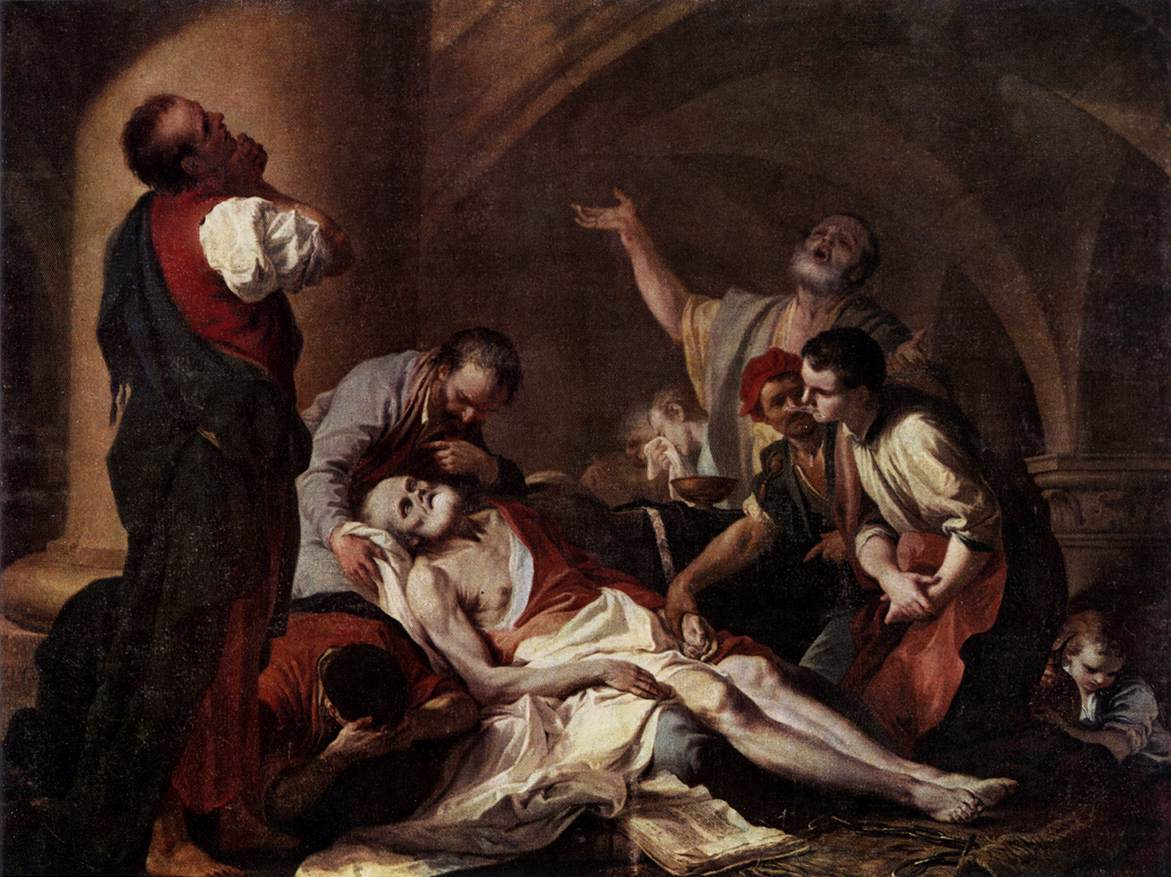
Der Tod des Sokrates von Giambettino Cignaroli
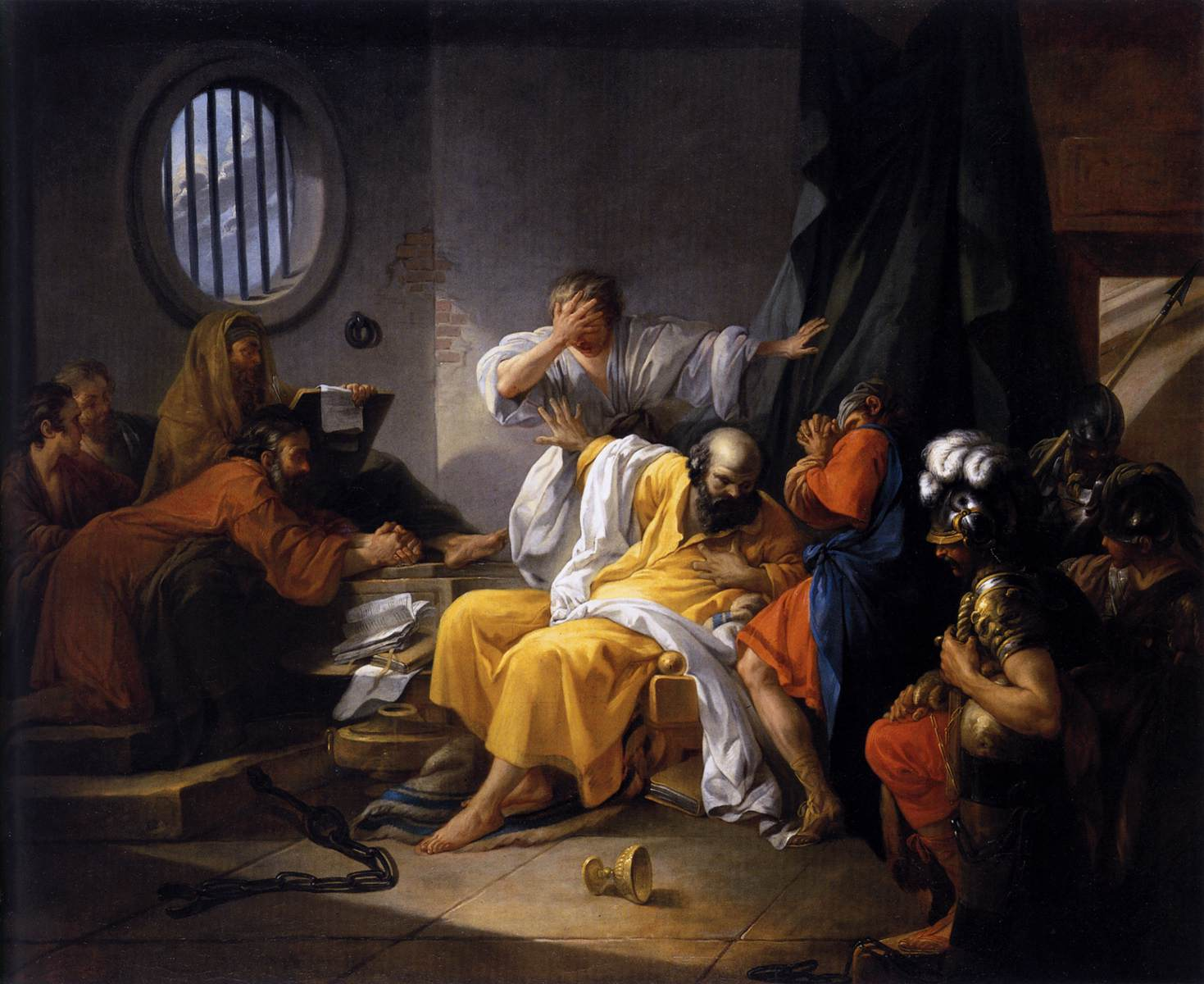
Der Tod des Sokrates von Jacques-Philip-Joseph de Saint-Quentin